# Zelator
Zelator – osoba kierująca grupami Żywego Różańca, czyli tzw. „Różami” lub „Kółkami Różańcowymi”, składającymi się z 15 bądź 20 osób (po modyfikacji różańca wprowadzonej przez św. Jana Pawła II w opublikowanym 16 października 2002 liście apostolskim Rosarium Virginis Mariae). Każdy z członków Róży ma obowiązek przez miesiąc odmawiać codziennie jedną z tajemnic różańcowych, którą mu poleci zelator (kierownik grupy mężczyzn) lub zelatorka (grupy kobiet). Każdy z zelatorów raz w miesiącu, najczęściej jest to pierwsza niedziela miesiąca, organizuje spotkanie modlitewne podległej mu grupy.